# 2003년 일본 자유민주당 총재 선거
2003년 자유민주당 총재 선거(일본어: 2003年自由民主党総裁選挙)는 2003년 9월 20일에 실시된 자유민주당 총재를 선출하기 위한 선거다.

## 과정
고이즈미 준이치로의 총재 임기가 만료되면서 치러진 선거로 이 때부터 총재 임기가 2년에서 3년으로 늘어났다. 또한 도도부현별 표의 수도 당원 수에 따라 최소 3표에서 최대 11표까지 차등을 두었다.
이 선거 당시 자민당 최대 파벌이던 헤이세이 연구회는 아오키 미키오를 필두로 해 고이즈미의 재선을 지지하는 세력과 노나카 히로무를 필두로 후지이 다카오를 지지하는 세력으로 분열되었다. 이는 헤이세이 연구회가 약체화되었다는 인상을 대중에게 각인하는 데 공헌했다.

## 후보자
| 고이즈미 준이치로                                                            | 가메이 시즈카                                                                  | 후지이 다카오                                          | 고무라 마사히코                                       |
|                                                                              |                                                                                |                                                        |                                                       |
| 중의원 의원(10선, 가나가와현 제11구) 내각총리대신(2001-현직) 총재(2001-현직) | 중의원 의원(8선, 히로시마현 제6구) 건설대신(1996-1997) 정무조사회장(1999-2001) | 중의원 의원(3선, 비례 도카이 블록) 운수대신(1997-1998) | 중의원 의원(7선, 야마구치현 제1구 법무대신(2000-2001) |
| 세이와 정책연구회(모리파)                                                    | 지수회(에토·가메이파)                                                          | 헤이세이 연구회(하시모토파)                            | 반초 정책연구소(고무라파)                             |
| 가나가와현                                                                   | 히로시마현                                                                     | 도쿄부                                                 | 야마구치현                                            |

## 결과
| 후보자            | 의원 표 | 지방 표 | 합계  |
| ----------------- | ------- | ------- | ----- |
| 고이즈미 준이치로 | 194표   | 205표   | 399표 |
| 가메이 시즈카     | 66표    | 73표    | 139표 |
| 후지이 다카오     | 50표    | 15표    | 65표  |
| 가메이 시즈카     | 47표    | 7표     | 54표  |